# Malo Vukovje
Malo Vukovje falu Horvátországban Belovár-Bilogora megyében. Közigazgatásilag Gerzencéhez tartozik.

## Fekvése
Belovártól légvonalban 42, közúton 52 km-re délre, községközpontjától 7 km-re délnyugatra, a Monoszlói-hegység keleti lejtőin és a gerzencei tórendszer nyugati partján Veliko Vukovje és Kaniška Iva között fekszik.

## Története
Kućišta nevű határrésze arra enged következtetni, hogy itt már a török uralom előtt is lakott település volt. A térséget a 16. század közepén szállta meg a török. A lakosság legnagyobb része az ország biztonságosabb részeire menekült, másokat rabságba hurcoltak. Ezután ez a vidék mintegy száz évre lakatlanná vált. A török uralom után a területre a 17. századtól folyamatosan telepítették be a keresztény lakosságot. 1774-ben az első katonai felmérés térképén az egységes Vukovje falu „Dorf Vukovie” néven szerepel. A Horvát határőrvidék részeként a Kőrösi ezredhez tartozott.
Lipszky János 1808-ban Budán kiadott repertóriumában „Vukovje” néven találjuk.  
Nagy Lajos 1829-ben kiadott művében ugyancsak „Vukovje” néven 146 házzal, 133 katolikus és 690 ortodox vallású lakossal találjuk.
A katonai közigazgatás megszüntetése után Magyar Királyságon belül Horvátország része, Belovár-Kőrös vármegye Garesnicai járásának része lett. A településnek 1880-ban 127, 1910-ben 338 lakosa volt. Az 1910-es népszámlálás szerint lakosságának 57%-a horvát, 40%-a szerb, 3%-a magyar anyanyelvű volt. 1918-ban az új szerb-horvát-szlovén állam, majd később Jugoszlávia része lett. 1941 és 1945 között a németbarát Független Horvát Államhoz, majd a háború után a szocialista Jugoszláviához tartozott. A háború után a fiatalok elvándorlása miatt lakossága folyamatosan csökkent. 1991-től a független Horvátország része. 1991-ben lakosságának 72%-a horvát, 21%-a szerb nemzetiségű volt. 2011-ben a településnek 122 lakosa volt.

## Lakossága
| Lakosság változása | Lakosság változása | Lakosság változása | Lakosság változása | Lakosság változása | Lakosság változása | Lakosság változása | Lakosság változása | Lakosság változása | Lakosság változása | Lakosság változása | Lakosság változása | Lakosság változása | Lakosság változása | Lakosság változása | Lakosság változása |
| ------------------ | ------------------ | ------------------ | ------------------ | ------------------ | ------------------ | ------------------ | ------------------ | ------------------ | ------------------ | ------------------ | ------------------ | ------------------ | ------------------ | ------------------ | ------------------ |
| 1857               | 1869               | 1880               | 1890               | 1900               | 1910               | 1921               | 1931               | 1948               | 1953               | 1961               | 1971               | 1981               | 1991               | 2001               | 2011               |
| 0                  | 0                  | 127                | 197                | 322                | 338                | 372                | 404                | 378                | 387                | 314                | 246                | 211                | 177                | 145                | 122                |

(1857-ben és 1869-ben lakosságát Vukovje néven Veliko Vukovjéhoz számították.)